# 篠原長政
篠原 長政（しのはら ながまさ）は、戦国時代の阿波国の武将。三好氏の宿老。

## 生涯
三好長慶の傅役を務めた。橘氏を称し、父・宗半の代に近江国野洲郡篠原郷（篠原村）より下って三好氏に仕えたという。これに対して長政の同族とみられる篠原之良が細川之持の偏諱を与えられていることから、元々は阿波細川氏の家臣で三好氏の麾下に付けられた者とする説もある。主君からの信頼厚く、木津城主に任ぜられた。
通説では、篠原長房ら兄弟は長政の子とされているが、永正年間の篠原大和守長政と天文年間の篠原大和守（右京亮改め）の花押が全く別人のものであることから、長政と長房の間に実名不明の右京亮→大和守を加える説もある。